# Gimnazjum im. Witolda Wielkiego w Wilnie
Gimnazjum im. Witolda Wielkiego w Wilnie (lit. Vilniaus Vytauto Didžiojo gimnazija) – jedna z dwóch szkół średnich z wykładowym językiem litewskim znajdujących się na terenie Wileńszczyzny w okresie II Rzeczypospolitej. 

## Historia
Pierwszym dyrektorem szkoły został Mykolas Biržiška, później funkcję tę pełnił Marcelinas Šikšnys. W roku szkolnym 1938/1939 w gimnazjum pracowało 29 nauczycieli (20 Litwinów i 6 Polaków). Jednym ze znanych pedagogów był Jurgis Šlapelis. W całym okresie II RP szkoła dochowała się 420 abiturientów. 
Szkoła im. Witolda Wielkiego była obok święciańskiego gimnazjum Kiejstuta jedną z dwóch litewskojęzycznych szkół średnich w Polsce okresu międzywojennego. 
Początkowo gimnazjum mieściło się w budynku późniejszej szkoły średniej im. Joachima Lelewela, jednak w wyniku zajęcia przez wojska polskie Wileńszczyzny w październiku 1920 zostało z niego eksmitowane i przeniesione do innego budynku. 
W 1925 po raz pierwszy odbyły się w szkole egzaminy maturalne po przewodnictwem Stanisława Kościałkowskiego. Większość przedmiotów (z wyjątkiem języka polskiego, nauk politycznych, historii i geografii RP) zdawano w języku litewskim.